# Circuit d’Alger 2012
Der 2. Circuit d’Alger (offiziell: Circuit International d’Alger) fand am 16. März 2012 in der algerischen Hauptstadt Algier statt. Das Eintagesrennen war Teil der UCI Africa Tour 2012 in der Kategorie 1.2 und bildete den Abschluss der zwei Tage zuvor zu Ende gegangenen Tour d’Algérie, bei der es aber nicht zur Gesamtwertung zählte. Die ersten acht Fahrer erhielten Punkte für die Rangliste der Africa-Tour.
Das Rennen wurde am Kulturpalast von Algier gestartet, wo auch das Ziel lag. Die Fahrer mussten insgesamt zehn Runden zu je 10,5 Kilometern auf dem Kurs absolvieren, der auch einige kleinere Anstiege aufwies.
Der Circuit d’Alger wurde schließlich vom Griechen Ioannis Tamouridis gewonnen, der den Eritreer Aron Debretsion Baranceal im Sprint bezwingen konnte. Die übrigen Fahrer hatten bereits einigen Rückstand auf die beiden Bestplatzierten. Dritter wurde der Marokkaner Ismail Ayoune mit 14 Sekunden Rückstand.

## Teilnehmer
Am Start standen dieselben Mannschaften und Fahrer wie zuvor bei der Tour d’Algérie, also unter anderem Nationalmannschaften aus Marokko, der Türkei, Tunesien, Libyen und Eritrea sowie die algerischen Continental Teams Groupement Sportif Pétrolier Algérie, Geofco-Ville d’Alger, Olympique Team Algérie und Vélo Club Sovac Algérie. Aus Europa nahmen unter anderem das lettische Team Rietumu-Delfin, die dänische Mannschaft Concordia Forsikring-Himmerland und SP Tableware aus Griechenland am Rennen teil. Aus Deutschland kam das Team Profiline, durch das zu Beginn der Algerien-Rundfahrt noch sieben Deutsche im Starterfeld vertreten gewesen waren, von denen schließlich zwei den Circuit d’Alger beendeten.
| Continental Teams Groupement Sportif Pétrolier Algérie Geofco-Ville d’Alger Rietumu-Delfin | Olympique Team Team Concordia Forsikring-Himmerland VC Sovac Algérie SP Tableware | Vereinsmannschaften Didelot Sport Parisis Athlétic Club Team Profiline Uzbekistan Suren Team | Refero Cycling Team Team Wilton Equipe Rhône-Alpes Team Greens | Nationalmannschaften Marokko Eritrea Türkei Tunesien Libyen |

## Ergebnis
|    | Fahrer                             | Nation       | Team                       | Zeit         | Punkte Africa Tour |
| -- | ---------------------------------- | ------------ | -------------------------- | ------------ | ------------------ |
| 1. | Ioannis Tamouridis (¢ 38,036 km/h) | Griechenland | SP Tableware               | 2:45:38 h    | 40                 |
| 2. | Aron Debretsion Baranceal          | Eritrea      | Nationalmannschaft Eritrea | gleiche Zeit | 30                 |
| 3. | Ismail Ayoune                      | Marokko      | Nationalmannschaft Marokko | + 0:14 min   | 16                 |
| 4. | Andris Smirnovs                    | Lettland     | Rietumu-Delfin             | + 0:41 min   | 12                 |
| 5. | Adil Jelloul                       | Marokko      | Nationalmannschaft Marokko | + 1:41 min   | 10                 |
| 6. | Artem Topchanyuk                   | Ukraine      | SP Tableware               | + 1:45 min   | 8                  |
| 7. | Armands Bēcis                      | Lettland     | Rietumu-Delfin             | + 2:48 min   | 6                  |
| 8. | Mouhssine Lahsaïn                  | Marokko      | Nationalmannschaft Marokko | + 2:49 min   | 3                  |